# 김성동 (소설가)
김성동(金聖東, 1947년 11월 8일~2022년 9월 25일)은 대한민국의 소설가이다. 불교 승려 시절 법명은 정각(正覺)이며 환속한 뒤로는 석남거사(石南居士)란 자호를 쓰기도 했다.
충청남도 보령의 전통적인 유학자 집안에서 출생한 그는 어릴때부터 할아버지에게 한학 수업을 받으며 성장했다.  가정사의 비극과 사상범으로 처형된 아버지와 관련한 연좌제의 부담으로 방황하다가 서울 서라벌고등학교 3학년 중퇴 후 1965년 불교 승려로 입산 출가하였다.
29세 때였던 1975년 《주간종교》의 종교 소설 현상 모집에 《목탁조》가 당선되었는데, 이 소설작품이 불교계를 모욕했다는 이유로 그는 승적이 박탈되었다. 이후 1978년 《만다라》가 《한국문학》 신인상에 당선되어 등단하였다.
주요 작품으로 《피안의 새》, 《오막살이 집 한 채》, 《집》, 《길》, 《국수》, 《민들레 꽃반지》, 《꽃다발도 무덤도 없는 혁명가들》, 《풍적》등이 있다. 자신의 종교적 경험을 토대로 종교적인 인간의 본질 문제를 주로 다루었다.
2022년 9월 25일 위암 투병 끝에 사망하였다.

## 집안 배경
김성동은 한말 갑신정변의 주역 호조참판 고균 김옥균, 청산리대첩의 백야 김좌진 장군과 같은 집안으로 병자호란때 강화도에서 순절한 우의정 문충공 선원 김상용의 후손이며 이조참판 수북 김광현(서울 장동 청풍계에서 홍성군 갈산면 오두리로 낙향) 덕산현감 김수민(11대조부)의 후손들이다. 6대조부 김화순(풍고 김조순과 같은항렬)은 죽산현감 첨지중추부사을 역임하는 등 증조부 이전의 선대는 대부분 진사 생원 공조좌랑 현감 같은 벼슬을 지냈고 유고나 문집을 남긴분이 많다. 김성동의 10대조부(공조좌랑 김성도)의 큰형인 고성군수 김성달(이옥재)부부는 부부시인으로 유명하였는데 안동세고와 연주록같은 시문집을 남겼으며 조선후기 여류시인으로 유명한 김호연재(호연재김씨)는 김성달의 딸이며 김성도의 조카이다.
김성동의 증조할아버지 김창균(창규)은 촉망받는 수재였다고 한다. 15살 때 충청남도 생진과 시험에 합격해 서울에 올라가 성균관에서 대과 준비를 하다 1894년 갑오왜란(김성동은 갑오경장은 일본식 표현이라고 했다)이 나자 낙담해 고향으로 내려왔다. 과거 제도가 없어진 것이다. 1905년 을사늑약으로 대한제국이 외교권을 박탈당하자 곡기를 끊고 술로 시름을 달래다 1908년 5월 세상을 떠났다.
성인 나이에 이른 증조할아버지의 자진하겠다는 결심을 당시 예법상 증조할아버지의 아버지·할아버지도 막을 방도가 없었다고 한다. 김성동은 증조할아버지가 6살 때 쓴 기가 막힌 붓글씨가 남아 있다고 했다. 집안 어르신들은 손님이 찾아오면 짐짓 예의를 차리면서도 은근히 자랑하고픈 마음을 비치며 '어린' 증조할아버지의 붓글씨를 내보이곤 했다고 한다. 그런 증조할아버지의 손자, 그러니까 사회주의계열 독립운동가인 김성동의 아버지 김봉한은 한국전쟁 와중에 국군 헌병대에 의해 좌익정치범이라는 이유로 총살된다. 할아버지는 일제로 인해, 대를 걸러 그 손자는 동족의 가슴을 할퀴는 이념의 비극에 희생된 것이다.
부친 김봉한은 남로당 당수 박헌영의 비선 실세로 전국농민동맹충청남도본부위원장이었다. 김봉한은 밤이 이슥해서 돌도 채 되지 않은 아들(김성동)을 보러 왔다가 석달 간 잠복했던 서북청년회 출신의 서울특경대원들에게 검거당했다. 1948년 11월 늦가을이었다. 사상전향 요구를 거부한 김봉한은 대전형무소에 수감되었고 한국전쟁이 발발하자 그는 대전 산내 뼈잿골(골령골)에서 1950년 6~7월 불법 처형되었다. 좌익인사, 보도연맹원, 대전형무소 수형자 등이 포함된 8천 여명이 죽임을 당한 ‘대전 산내 학살사건’이었다.

## 학력
- 충청남도 보령 대천고등학교→서울 서라벌고등학교 중퇴

## 상훈
- 1985년 신동엽창작기금상
- 1998년 행원문화상

## 가족
- 김정동(누나)